# Desire (vaixell)
El Desire fou el vaixell insígnia de Thomas Cavendish, construït per a la seva circumnavegació de 1586 a 1588. Amb un pes de 120 tones fou el tercer vaixell en aconseguir circumnavegar el món, després del Victoria de Fernão de Magalhães i el Golden Hind de Francis Drake. Després d'aquesta expedició Cavendish va ser nomenat cavaller per la reina Isabel I d'Anglaterra, que va ser convidada a un sopar a bord de la nau.
Posteriorment la nau va ser capitanejada per John Davis en la segona expedició de Cavendish. En aquesta mateixa expedició fou el vaixell que possiblement va descobrir les illes Malvines el 14 d'agost de 1592. Davis va dur el vaixell de tornada en un estat desgraciat, a Berehaven, Irlanda, el 14 de juny de 1593. Només Davis i quinze tripulants més van sobreviure dels 76 inicials del vaixell.
El 1586 Cavendish va nomenar Port Desire, a l'actual província de Santa Cruz, Argentina, la localitat ara coneguda com a Puerto Deseado. També el lema nacional de les Malvines Desire the Right, és en record al vaixell.
Abans de morir, Cavendish va llegar el Desire a Sir George Carey, segon Baró de Hudon.